# ناحیه الکساندریا، شهرستان دوگلاس، مینه‌سوتا
شهرستان الکساندریا، بخش دوگلاس، مینه‌سوتا (به انگلیسی: Alexandria Township, Douglas County, Minnesota) یک منطقهٔ مسکونی در ایالات متحده آمریکا است که در مینه‌سوتا واقع شده‌است.

## خصوصیات
شهرستان الکساندریا ۷۵٫۷ کیلومترمربع مساحت و ۴٬۷۶۰ نفر جمعیت دارد و ۴۲۳ متر بالاتر از سطح دریا واقع شده‌است.